# Зграда Историјског архива у Нишу
Зграда Историјског архива налази се у северозападном делу Нишке тврђаве и изграђена је 1890. године за потребе Картографског одељења српске војске. Године 1959. проглашена је спомеником културе. Једини је војни објекат изграђен у тврђави након ослобођења од Турака. Име пројектанта ове зграде није сачувано. Зграда је под заштитом државе од 1975. године.

## Намене зграде
Зграда је од своје изградње имала различите намене. Прво је била картографско одељење српске војске са задатком да мапира новоослобођене пределе централне србије. По завршетку задатка картографско одељење је измештено из ове зграде, а у њу се усељава прва подофицирска артиљеријска школа. Школа је радила све до почетка Првог светског рата 1914. године. За време бугарске окупације Ниша 1915–1918. године ово здање је имало функцију притворске јединице, за шта је коришћено и током Другог светског рата.

## Величина и организација простора
Историјски архив располаже архивским простором површине 1200 м2. Површина депоа је 480 м2, а површина читаонице 20 м2. Архив као изложбени простор користи хол зграде, површине 150 м2, са капацитетом од 70 места за седење.

## Реконструкција
Реконструкција зграде Историјског архива је започета 2002. године, а завршена је почетком 2007. године. Радови су обављени у три фазе. Пројекат реконструкције урадио је „Ниш пројект“, радове у првој фази извело је предузеће „Стан инвест“, а у трећој „МИН изградња“.
Депои су обложени противпожарним кнауфом, изграђена су два нова депоа, монтиране су нове полице, уграђен је теретни лифт за превоз грађе. Водоводне и електроинсталације су комплетно реновиране. У поткровљу је на површини од 800 м2 изграђено десет канцеларија и сала за састанке. Инсталиран је савремени систем видео надзора. Направљен је и нови улаз у зграду, из правца централног дела тврђаве.
У реконструкцију зграде град Ниш је уложио преко шеснаест милиона динара.

## Галерија
- Западна страна Историјског архива Ниш
- Улаз у Историјски архив Ниш
- Инфо табла испред улаза у Историјски архив Ниш
- Улаз у Историјски архив Ниш